# 에스테글랄 FC
에스테글랄 테헤란 FC(페르시아어: باشگاه فوتبال استقلال تهران, Esteghlal Tehran Football Club)은 이란의 축구 클럽으로 수도인 테헤란을 연고로 하고 있다. 옛 이름은 타지 테헤란 풋볼 클럽(페르시아어: باشگاه فوتبال تاج تهران)이었으며 현재 이란 프로리그에 소속되어 있다. 이 팀은 이란과 아시아에서 가장 인기 있는 팀이다.

## 역사
1945년에 두차르케흐 사바란이라는 이름으로 창단 되었으며 1949년에 팔라비 왕조의 왕관을 상징하는 타지라는 이름으로 클럽 명칭을 변경했고 1979년, 이란 혁명 이후엔 독립을 뜻하는 에스테글랄 테헤란 FC로 다시 클럽 명칭을 변경했다.
총 36개의 우승 컵을 보유한 이란에서 가장 성공한 클럽 중 하나이다.
에스테글랄 FC는 이란과 아시아에서 가장 인기있는 클럽 중 하나이고 클럽의 팬들은 대부분 테헤란에 있으며 이란 전역 그리고  페르시아만 분지 국가와 미국 및 유럽에도 팬이 있다.
통계에 따르면 이 클럽은 2천만~3천만 명의 팬이 있다.

## 역대 우승 기록

#### 국내 타이틀
- 페르시안 걸프 프로리그

우승 (10): 1957 ، 1970–71 ، 1974–75 ، 1989–90 ، 1997–98 ، 2000–01 ، 2005–06 ، 2008–09 ، 2012–13 ، 2021–22
- 페르시안 걸프 프로리그 준우승

우승 (8): 1973-74, 1991-92, 1994-95, 1998-99, 1999-2000, 2001-02, 2003-04, 2010-11
- 하즈피 컵

우승 (7): 77–1976 ، 96–1995 ، 2000–1999 ، 02–2001 ، 08–2007 ، 12–2011 ، 18–2017
- 하즈피 컵 준우승

우승 (4): 1989-90, 1998-99, 2003-04, 2015-16

#### 대륙 타이틀
- 아시안 클럽 챔피언십

우승 (2): 1970, 1990-91
- 아시안 클럽 챔피언십 준우승

우승 (2): 1991-92, 1998-99

## 선수 명단

### 현역
참고: FIFA 자격 규정에 따라 소속된 국가대표팀 국기를 표시합니다. 선수는 복수의 FIFA 비회원국 국적을 가지고 있을 수 있습니다.
| 번호 | 포지션 | 국적         | 이름        |
| ---- | ------ | ------------ | ----------- |
| 11   | FW     | 키르기스스탄 | 조엘 코조   |
| 22   | MF     | 가봉         | 디디에 은동 |

| 번호 | 포지션 | 국적         | 이름                |
| ---- | ------ | ------------ | ------------------- |
| 55   | DF     |              | 라파엘 시우바       |
| 77   | FW     | 우즈베키스탄 | 잘롤리딘 마샤리포프 |
| 91   | FW     | 케냐         | 마수드 주마         |

## 역대 감독
| 감독                  | 임기      |
| --------------------- | --------- |
| 아미르 갈레노에       | 2003~2006 |
| 아미르 갈레노에이     | 2008~2009 |
| 아미르 갈레노에이     | 2012~2015 |
| 빈프리트 셰퍼         | 2017~2019 |
| 안드레아 스트라마초니 | 2019      |
| 히카르두 사 핀투      | 2022~2023 |
| 자바드 네쿠남         | 2023~2024 |
| 피초 모시마네         | 2025~     |